# 忌み
忌み、斎み（いみ）は
1. 神に対して身を清め穢れを避けて慎む事。斎戒。
2. （転じて）忌み避けるべきこと。禁忌。はばかり。

平安時代以降の用例は大半が2.の意。

## 概略
基本的に生活圏に悪影響を及ぼす穢れを嫌い排除する事である。
台風や大雨、日照り、地震等自然災害も不浄、穢れとされ、地鎮祭など祓えの儀式で清められ治まるとされた。

## 神事における忌み
神宮等では、神事の際、忌火（いみび）と呼ばれる火を起こす。これは火がそもそも持つ性質、すなわち「他を焼き無くしてしまう」という性質が、一般的なケガレの概念、つまり「不浄」「不潔」同様、神や人間の結界、生活圏を脅かす「ケガレ」を焼き尽くして亡ぼすものであるため、これを用いる際にそう呼ばれる。また火の恒常的な在所であるかまども穢してはならぬ為、かまどを別にするなどの措置がとられた。オリンピックの聖火も古代ギリシアまで遡ると神殿の忌み火に起源している。
「近き火、また恐ろし＜枕草子・せめておそろしきもの＞」や、現在でも「マッチ一本火事の元」という言葉にあるように、危険物としても火は認識されてきた。よってそれを押さえる火伏せの神様、火坊尊（ひぶせのみこと）などの神様が信仰の対象になって来た。鎮火（火を鎮める）という表現もある。古事記によるとイザナミは火の神（ホノカグツチノカミ）を産んだため陰所を焼かれ、それが元で死に、黄泉の国に下る事になる。この神話が延喜式に定められた鎮火祭の祝詞にも出てくる所以である。
例外もあるが、平安時代以降の神道における死は穢れ（黒不浄）としての「忌み」であり、神はそれを嫌うとされる。よって神社内及び敷地内に遺体を持ち込んで葬儀をする事はないし、家庭の神棚は半紙を被せ神の目に触れないようにする。死（黒不浄）、経血（赤不浄）、出産（白不浄）は神様が嫌う不浄として避けられてきた。明治以前の神道における穢れの基準は「延喜式」に詳しい。
これらの伝統的なケガレ観は明治政府の近代化（富国強兵政策）によって大きく変わる事になる。戦死をケガレから名誉に、個人の問題であった出産を「産めよ増やせよ」の国家事業に、そしてそれを遂行する女性を褒めるという事に対応するため、近代以降はこれらのケガレ観は因襲とみなされて後退していった。

## 用例
- 忌み嫌う - 穢れを払う＋嫌う。穢れを払う様に嫌う。忌避。
- 忌み名 - 清楚＋名。清楚な名・神仏となった本当の名。（臣下、目下のものが口外するのを忌むべき）本名（諱）。
- 忌中 - ケガレの最中。

奈良時代の忌部氏（いんべし。後の斎部氏）は宮中の神事を行っていた。忌（いん）は清楚という意味でもあるが、平安時代以降はほとんどの場合否定的な意味に使用される。